# Duncan Lamont Clinch

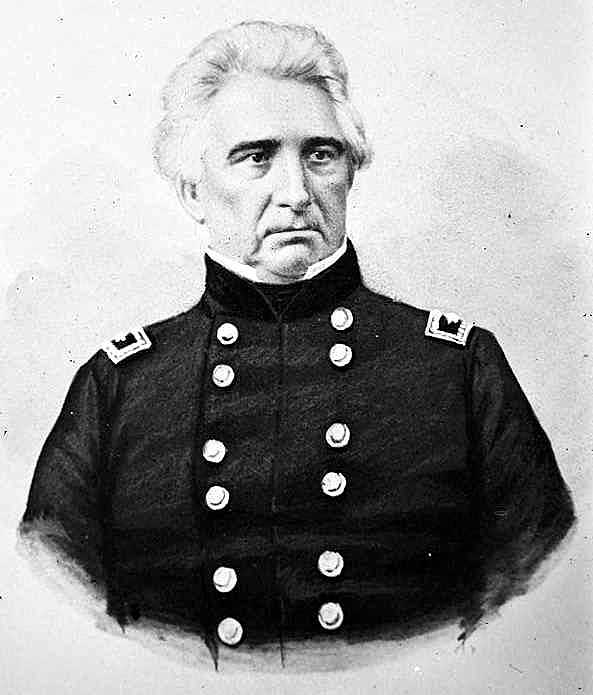
Duncan Lamont Clinch

Duncan Lamont Clinch (* 6. April 1787 im Edgecombe County, North Carolina; † 27. November 1849 in Macon, Georgia) war ein US-amerikanischer Offizier und Politiker. Zwischen 1844 und 1845 vertrat er den Bundesstaat Georgia im US-Repräsentantenhaus.

## Werdegang
Duncan Clinch wurde auf dem Anwesen „Ard-Lamont“ im Edgecombe County geboren. Nach seiner Schulzeit begann er in der US Army eine lange militärische Laufbahn. Im Jahr 1808 trat er als Oberleutnant in das Heer ein. Im Lauf der Jahre durchlief er alle Offiziersränge bis zum Brigadegeneral. Diesen Grad erhielt er im Jahr 1829. Clinch blieb bis zum 21. September 1836 in der Army. Er war oft an der Grenze zu Indianergebieten eingesetzt und nahm an einigen Indianerkriegen teil.
Nach seinem Ausscheiden aus dem Militärdienst ließ sich Clinch auf einer Plantage bei St. Marys in Georgia nieder. Politisch wurde er Mitglied der Whig Party. Nach dem Tod des Kongressabgeordneten John Millen wurde Clinch bei der fälligen Nachwahl für den vierten Sitz von Georgia als dessen Nachfolger in das US-Repräsentantenhaus in Washington, D.C. gewählt, wo er am 15. Februar 1844 sein neues Mandat antrat. Bis zum 3. März 1845 beendete er die laufende Legislaturperiode des Kongresses. In dieser Zeit wurde dort heftig über eine mögliche Annexion der seit 1836 von Mexiko unabhängigen Republik Texas diskutiert.
Nach seinem Ausscheiden aus dem US-Repräsentantenhaus zog sich Duncan Clinch wieder aus der Politik zurück. Er starb am 27. November 1849 in Macon.